# Paulina s'en va
Pour plus de détails, voir Fiche technique et Distribution.
Paulina s'en va est un film français réalisé par André Téchiné, sorti en 1969.

## Fiche technique
- Titre français : Paulina s'en va
- Réalisation : André Téchiné assisté d'Alain Lavalle, Jean-Christophe Bouvet
- Scénario : André Téchiné
- Photographie : Pierre-William Glenn et Jean Gonnet
- Pays d'origine : France
- Format : Couleurs - Mono
- Genre : drame
- Durée : 90 minutes
- Date de sortie : 1969

## Distribution
- Bulle Ogier : Paulina
- Yves Beneyton : Nicolas
- Michèle Moretti : L'infirmière
- André Julien : Le vieil oncle
- Marie-France Pisier : Isabelle
- Dennis Berry : Olivier
- Laura Betti : Hortense
- Christian Chevreuse
- Pascale Ogier (non crédité)

## Distinctions
Le film a été présenté à la Quinzaine des réalisateurs, en sélection parallèle du festival de Cannes 1969.